# Geschmacksstörung
Unter Geschmacksstörungen oder auch Schmeckstörungen (Dysgeusien) werden in der Medizin Störungen des Geschmackempfindens (Gustatorik) verstanden. Sie können durch verschiedene Erkrankungen, aber auch durch Medikamente hervorgerufen werden.

## Einteilung
Das normale Geschmacksempfinden wird als Normogeusie bezeichnet. Man unterteilt Dysgeusien in qualitative und quantitative Geschmacksstörungen.
- Qualitative Geschmacksstörungen
  - Parageusie: veränderte Wahrnehmung von Geschmacksreizen[3]
  - Phantogeusie: Geschmackseindrücke ohne Reizquelle[3]
- Quantitative Geschmacksstörungen
  - Hypogeusie: Verminderte Geschmackswahrnehmung[3]
  - Ageusie: Verlust der Geschmackswahrnehmung[3]
    - komplette Ageusie: Menschen mit dieser Art der Dysgeusie nehmen keinerlei Geschmacksreize mehr wahr.[3]
    - funktionelle Ageusie: Der Geschmackssinn der Betroffenen ist erheblich eingeschränkt.[3]
    - partielle Ageusie: Menschen mit dieser Geschmacksstörung können einen bestimmten Geschmacksstoff nicht wahrnehmen. Auf andere Geschmacksreize reagieren sie dagegen normal.[3]

  - Hypergeusie: Gesteigerte Geschmackswahrnehmung[3]

## Grundlagen
Geschmacksqualitäten sind nur süß, sauer, salzig, bitter und umami. Man kann sie mit Zuckerlösung, Citronensäure, Kochsalzlösung, Chininlösung und Glutaminsäure prüfen. „Scharf“ wird zwar als Geschmacksempfindung qualifiziert, ist aber genau genommen ein Schmerzsignal der Nerven bei Speisen, die beispielsweise mit Chili gewürzt sind, dann hervorgerufen durch das Alkaloid Capsaicin. Daneben werden weitere Geschmacksqualitäten diskutiert, wie fettig, alkalisch, metallisch und wasserartig. Die „Färbung“ des Geschmackes erfolgt über die Nase. Ein Ausfall der Riechzellen (Anosmie) beeinflusst daher den Geschmackssinn ebenfalls.
Die Geschmacksnerven für die vorderen zwei Drittel der Zunge entstammen der Chorda tympani, einem Ast des Nervus facialis (VII. Hirnnerv). Sie verlaufen zusammen mit dem Nervus lingualis, einem Ast des Nervus mandibularis des Nervus trigeminus (V. Hirnnerv). Das hintere Drittel der Zunge wird vom Nervus glossopharyngeus (IX. Hirnnerv) innerviert (Für motorische und sensible Innervation siehe Zunge).

## Ursachen
Zu einer Geschmacksstörung kann es kommen durch Schädigung oder Funktionsbeeinträchtigung
- der Geschmacksknospen,
- der peripheren Nerven, welche die Geschmacksreize von den Geschmacksknospen ins zentrale Nervensystem leiten, oder
- der Geschmacksbahn (Schmeckbahn) mit Verlauf im Gehirn.[3]

Häufige Ursachen für Dysgeusie sind Chemotherapie, Asthmabehandlung mit Salbutamol und Zinkmangel, Schilddrüsenunterfunktion und (selten) bestimmte Arten von Epilepsien können ebenfalls zu Dysgeusie führen. Geschmacksstörungen können bei Psychosen auftreten, beispielsweise bei der Schizophrenie, bei chronischem Konsum von Drogen und Betäubungsmitteln, bei Diabetes mellitus, bei chronischem Nierenversagen oder einer Lebererkrankung. Avitaminose, endokrine Erkrankungen, Hypothyreose und das Malabsorptionssyndrom können das Geschmacksempfinden beeinträchtigen.

### Störung der Geschmacksknospen
Die Geschmacksknospen können durch verschiedene Ursachen vorübergehend oder dauerhaft geschädigt werden und dadurch zu einer Ageusie führen. Ursachen für eine Schädigung der Geschmacksknospen sind beispielsweise:
- Infektionen im Mund und Rachenraum, zum Beispiel Scharlach oder grippale Infekte
- Autoimmunerkrankungen, wie das Sjögren-Syndrom
- Erkrankungen der Mundschleimhaut oder der Zunge, zum Beispiel durch Vitamin B12- oder Eisenmangel
- schädigende Wirkung von Zellgiften wie Nicotin oder Alkohol
- Leber- und Nierenerkrankungen
- mangelhafte Mundhygiene

### Nervleitungsstörung von den Geschmacksknospen zum Gehirn
Nervleitungsstörung können auftreten bei
- Ohroperationen
- Entfernung der Gaumenmandeln (Tonsillektomie)
- Hirntumoren
- Enzephalitis
- Neuritis
- Verletzungen von Hirnstamm oder Großhirn, zum Beispiel durch einen Schädelbasisbruch oder Schlaganfall
- Läsionen der Hirnnerven, beispielsweise der Chorda tympani, bei der Mittelohrentzündung (Otitis media) oder des Nervus facialis nach Felsenbeinfraktur
- Angeborene Formen finden sich bei Patienten mit Turner-Syndrom (X0) und familiärer Dysautonomie (Riley-Day-Syndrom).

### Schädigung von Gehirnarealen, die für die Geschmackswahrnehmung zuständig sind
- Absterben von Gehirnzellen durch sogenannte neurodegenerative Erkrankungen, zum Beispiel bei der Alzheimer-Krankheit
- Posttraumatisches Anosmie-Ageusie-Syndrom
- Multiple Sklerose
- Epilepsie

### Chemotherapie
Eine der Hauptursachen für Dysgeusie ist die Chemotherapie bei Krebserkrankungen. Der genaue Mechanismus der Chemotherapie-induzierten Dysgeusie ist unbekannt. Eine Chemotherapie führt häufig zu einer Schädigung der Mundhöhle, was zu einer oralen Mukositis, einer oralen Infektion und einer Fehlfunktion der Speicheldrüse führt. Durch eine Chemotherapie kann die in der Regel nicht pathogene Mundflora schwere Infektionen verursachen, die zu einer Verringerung des Speichels führen können. Darüber hinaus verlieren Patienten, die sich einer Strahlentherapie unterziehen, auch Speichelgewebe. Speichel ist ein wichtiger Bestandteil des Geschmacksmechanismus. Er interagiert mit den Geschmacksrezeptoren im Mund und schützt sie. Speichel vermittelt sauren und süßen Geschmack durch Bicarbonat-Ionen beziehungsweise Glutamate. Der Salzgeschmack wird induziert, wenn der Natriumchloridgehalt die Konzentration im Speichel übersteigt. Beispiele für Chemotherapie-Behandlungen, die zu Dysgeusie führen können, sind Cyclophosphamid, Cisplatin und Etoposid.

### Weitere mögliche Ursachen
Geschmackssinneszellen (10–50 pro Geschmacksknospe) haben eine mittlere Lebensdauer von 10 Tagen und werden aus Basalzellen der Geschmacksknospe regeneriert. Die geschätzte Zahl der Geschmacksknospen nimmt mit dem Alter ab. Bei der Geburt existieren etwa 10.000 Geschmacksknospen, beim Erwachsenen nimmt die Zahl kontinuierlich auf 5.000 bis 3.000 Geschmacksknospen ab. Im hohen Alter reduziert sich die Zahl auf unter 2.000. Somit reduziert sich das Geschmacksempfinden mit zunehmendem Alter.
Die Strahlentherapie von Kopf und Hals in der Krebstherapie führt neben den Auswirkungen einer veränderten Speichelproduktion auch zu einer direkten Zerstörung der Geschmacksknospen. Es kommt zu einem Verlust von Mikrovilli und der Reduktion von intrazellulären Vesikeln des Typs III.
Als weitere mögliche Ursache für die Dysgeusie wird ein Zinkmangel diskutiert. Während die genaue Rolle von Zink bei Dysgeusie nicht bekannt ist, ist Zink teilweise für die Reparatur und Produktion von Geschmacksknospen verantwortlich.
Xerostomie (Mundtrockenheitssyndrom) kann zu Dysgeusie führen, da ein normaler Speichelfluss und eine normale Konzentration für den Geschmack erforderlich sind. Zu einer Geschmacksstörung können auch Faktoren wie Gastroösophagealer Reflux, Bleivergiftung und Diabetes mellitus beitragen. Bestimmte Pestizide können die Geschmacksknospen und Nerven im Mund schädigen. Patienten, die an dem Burning-Mouth-Syndrom leiden, beklagen häufig auch eine Dysgeusie.
Bei häufiger Reizung kommt es zu einer Sensibilitätsabnahme (Pfeffer, scharfe Gewürze). Lern- und Konditionierprozesse sind vermutlich verantwortlich für die Präferenz von scharfen Gewürzen (Endorphinproduktion, Speichelproduktion).

## Dysgeusie durch Arzneimittel
Es gibt eine Vielzahl von Medikamenten, die Dysgeusie auslösen können, darunter Zopiclon, H1-Antihistaminika wie Azelastin und Emedastin. Ungefähr 250 Medikamente beeinflussen den Geschmack. Die an Geschmacksrezeptoren gebundenen Natriumkanäle können durch Amilorid gehemmt werden, und die Bildung neuer Geschmacksknospen und von Speichel kann durch antiproliferative Medikamente behindert werden. Speichel kann Spuren des Arzneimittels haben und einen metallischen Geschmack im Mund verursachen; Beispiele hierfür sind Lithiumcarbonat und Tetracycline. Sulfhydrylgruppenhaltige Arzneimittel, einschließlich Penicillamin und Captopril, können mit Zink reagieren und einen Mangel verursachen. Metronidazol und Chlorhexidin wechselwirken mit Metallionen, die mit der Zellmembran assoziiert sind. Medikamente, die das Renin-Angiotensin-Aldosteron-System blockieren, durch Antagonisierung des Angiotensin-II-Rezeptors (wie Eprosartan) aber auch ACE-Hemmer (wie Enalapril) verursachen Dysgeusien. Es gibt nur wenige Fälle, in denen behauptet wird, Kalziumkanalblocker wie Amlodipin würden durch die Blockierung kalziumempfindlicher Geschmacksknospen ebenfalls Dysgeusie verursachen.
Arzneimittel können spezifische und unspezifische Geschmackstörungen verursachen. Die Beschwerden sind nach dem Absetzen des Arzneimittels meist reversibel.
| Art        | Arzneimittel |
| ---------- | --- |
| Hypogeusie | Amphotericin B, Carbamazepin, Cisplatin, Diltiazem, Carboplatin, Levodopa, Nifedipin, Metronidazol                            |
| Ageusie    | Cisplatin, Diltiazem, Enalapril, Hydrochlorothiazid, Atorvastatin, Nifedipin, Ofloxacin, Spironolacton, Terbinafin, Triazolam |
| Dysgeusie  | Amiodaron, Captopril, Diltiazem, Enalapril, Losartan, Lisinopril, Morphinsulfat, Nifedipin, Nitroglycerin, Selegilin          |

| Art                      | Arzneimittel                                                                                                |
| ------------------------ | --- |
| Metallische Phantogeusie | Allopurinol, Ethambutol, Vitamin D                                                                          |
| Metallische Dysgeusie    | Carbidopa, Cisplatin, Lidocain, Lithium, Methotrexat, Metronidazol, Zinksalze, Zopiclon, Zaleplon, Zolpidem |
| Bittere Dysgeusie        | Amphetamine, Flurazepam                                                                                     |
| Salzige Dysgeusie        | Amitriptylin, Captopril, Carboplatin                                                                        |
| Süße Dysgeusie           | 5-Fluoruracil                                                                                               |
| Saure Dysgeusie          | Isotretinoin                                                                                                |
| Salzige Hypogeusie       | Amilorid |

## Ergänzende Diagnostik
Die Gustometrie ist ein diagnostisches Verfahren zur Überprüfung des Geschmackssinnes. Während bei der Chemogustometrie Reaktionen auf Stoffe getestet werden, kann bei der Elektrogustometrie die Reaktionsfähigkeit hinsichtlich elektrischer Ströme untersucht werden. Die Geschmackstestung erfolgt seitenspezifisch mit Hilfe durch Aufträufeln von gelösten Substanzen (Süßstoff, Citronensäure, Kochsalz, Chininsulfat).
Unterschieden wird die Subjektive Gustometrie, bei der die Angaben des Patienten im Vordergrund stehen, von der Objektiven Gustometrie, die diese Angaben überprüfbar macht.
- Es lassen sich Minimalkonzentrationen angeben, die für die Detektion von Geschmacksmolekülen erforderlich sind. In manchen Fällen erfordert die Klassifikation der Geschmacksmoleküle höhere Konzentrationen: so soll eine gerade wahrnehmbare Salzkonzentration süß schmecken, erst eine höhere salzig.
- Langdauernde Stimulation mit Geschmacksmolekülen bewirkt eine Adaptation. Nach der Entfernung des Stimulus soll es wie im visuellen System zu „negativen“ Nachbildern kommen.
- Die Geschmackswahrnehmung wird durch olfaktorische (Geruch) und sensible Reize beeinflusst.
- Mit zunehmendem Alter nimmt die Geschmacksempfindlichkeit ab.

Bei Tests von Zungenregionen werden 20 bis 50 µl flüssigen Testlösungen mit einer Pipette, getränkten Filterpapierscheiben oder Wattestäbchen auf die vordere und hintere Zunge gegeben. Beim Test des gesamten Mundes werden kleine Mengen (2–10 ml) der Lösung verabreicht, und der Patient wird aufgefordert, die Lösung im Mund herumzuschwenken.
Eine objektive Überprüfung von Geschmacksstörungen ist nur über die Messung von Hirnströmen möglich (sogenannte gustatorisch evozierte Potentiale im Elektroenzephalogramm). Zusätzlich werden vegetative Parameter wie Atemfrequenz und Hautwiderstand gemessen.
Die Magnetresonanztomographie ermöglicht die direkte Visualisierung der Hirnnerven. Darüber hinaus liefert sie wichtige Informationen zu Art und Ursache einer möglichen Läsion.
Zellkulturen können zur Diagnostik verwendet werden, wenn der Verdacht auf Pilz- oder Bakterieninfektionen besteht.
Darüber hinaus sollte eine Speichelanalyse durchgeführt werden, da sie die Umgebung für Geschmacksrezeptoren darstellt, einschließlich des Transports von Geschmacksstoffen zum Rezeptor und des Schutzes des Geschmacksrezeptors. Typische klinische Untersuchungen umfassen die Sialometrie (Bestimmung der Speichelfließrate) und die Sialochemie (Bestimmung der Speichelzusammensetzung).
Studien haben gezeigt, dass elektronenmikroskopische Aufnahmen von Geschmacksrezeptoren aus Speichelproben auf pathologische Veränderungen der Geschmacksknospen von Patienten mit Dysgeusie und anderen Geschmacksstörungen hinweisen.

## Therapie
Die Auswirkungen einer medikamentenbedingten Dysgeusie können häufig durch Unterbrechen der Behandlung des Patienten mit geschmacksverändernden Medikamenten aufgehoben werden. Gegebenenfalls kann ein Medikamentenwechsel erforderlich sein.
Bei Chemotherapie-induzierten Geschmacksstörungen kann Miraculin, ein lokal an den Geschmacksknospen wirkendes pflanzliches Glykoprotein, Linderung verschaffen.
Eine Therapie der zu Grunde liegenden Erkrankungen oder Verletzungen ist angezeigt.
Gegen Mundtrockenheit (Hyposalivation) werden Speichelersatzmittel als Symptomatische Therapie eingesetzt (benetzendes Gel, Aerosol, Mundwasser, Kaumittel) sowie Pilocarpin.
Von vielen Medikamenten ist bekannt, dass sie Zink chelatisieren oder binden, wodurch die Funktion des Elements beeinträchtigt wird. Es fehlt an Evidenz, ob eine Zinkergänzung in der Lage ist, Dysgeusie zu therapieren, wenn im Blut keine niedrigen Zinkkonzentrationen nachgewiesen werden.
Alpha-Liponsäure (ALA) ist ein Antioxidans, das von menschlichen Zellen auf natürliche Weise hergestellt wird und bei Krebserkrankungen eine wesentliche Rolle spielt. Es ist in Nahrungsmitteln wie rotem Fleisch, Innereien und Hefe enthalten, kann aber auch in Form von Kapseln verabreicht werden. ALA kann eine potenzielle Behandlung für Patienten darstellen, jedoch müssen hierfür randomisierte Doppelblindstudien durchgeführt werden.
In besonders starken Fällen von Geschmacksstörungen mit hohem Leidensdruck wird eine Therapie mit einem lokalen Betäubungsmittel wie Lidocain durchgeführt.
Zusätzlich zu den oben genannten Behandlungen kann der Patient selbst dazu beitragen, die Symptome der Dysgeusie zu lindern. Dazu gehören die Verwendung von nichtmetallischem Besteck, die Vermeidung von Lebensmitteln mit metallischem oder bitterem Geschmack, die Erhöhung des Konsums von proteinreichen Lebensmitteln, gegebenenfalls das Würzen von Lebensmitteln oder die Vermeidung von Gewürzen. Beitragen kann eine gute Mundhygiene und das Verwenden von Mundwasser.

## Trivia
In dem Spielfilm Brust oder Keule erleidet der einflussreiche Restaurantkritiker Charles Duchemin – verkörpert von Louis de Funès – einen völligen Geschmacksverlust (Ageusie), nachdem er von einem wütenden Gastwirt dazu gezwungen wurde, Unmengen von ungenießbaren Essensresten zu verspeisen.